# Gelu Radu
Gelu Radu   (Adjud, 3 de novembre de 1957) és un aixecador de peses romanès, ja retirat, que va competir durant les dècades de 1970 i 1980.
El 1980 va prendre part en els Jocs Olímpics d'Estiu de Moscou, fou vuitè en la categoria del pes ploma del programa d'halterofília. Quatre anys més tard, als Jocs de Los Angeles, va guanyar la medalla de plata en la mateixa prova.
En el seu palmarès també destaquen dues medalles al Campionat del món d'halterofília, de bronze el 1983 i de plata el 1984, així com una medalla de bronze al Campionat d'Europa d'halterofília de 1983.